# Bitnitz Lajos
Bitnitz Lajos (Ják, 1790. július 17. – Nagykanizsa, 1871. június 28.) bölcselettudor, címzetes és bosoni választott püspök, szombathelyi nagyprépost, a Magyar Tudományos Akadémia tiszteleti tagja.

## Élete
Atyja seborvos volt; Nagykanizsán és Kőszegen végezvén középiskoláit, 1807-ben a szombathelyi papnövendékek közé lépett és üres óráit az olasz, francia és német nyelv tanulására fordította; a teológiai tanfolyam után 1811 decemberében Somogy Lipót püspök alkalmazta maga mellett. 1812. április 1.-jén az ottani líceumban a matézis tanára lett és mint ilyen 1815-ben bölcselettudori oklevelet nyert. 1819-től a legujabb időkig ugyanott a magyar nyelv és irodalom tanszékét díj nélkül látta el. Vas megye 1839-ben líceumi igazgatóvá választotta. 1847-ben kanonokká neveztetett ki, 1868-ban püspöki címet nyert. 1828-ban tagja volt azon küldöttségnek, mely a magyar tudományos társaság alaprajzát és rendszabályait március 15-étől április 7-éig Pesten szerkesztette. 1830. november 17.-én ugyanazon magyar tudós társaság igazgató tanácsa a matematikai osztályban vidéki rendes, 1847-ben tiszteleti tagnak választotta. Az akadémiában Szabó Imre tartott fölötte emlékbeszédet 1872. szeptember 29.-én.
Műveiben többek közt igazolta, hogy a tótsági (Délnyugat-Magyarország) szlovének (vagy vendek) valóban szlovén eredetűek, nem pedig germán eredetűek, ahogy sokan gondolták.[forrás?]

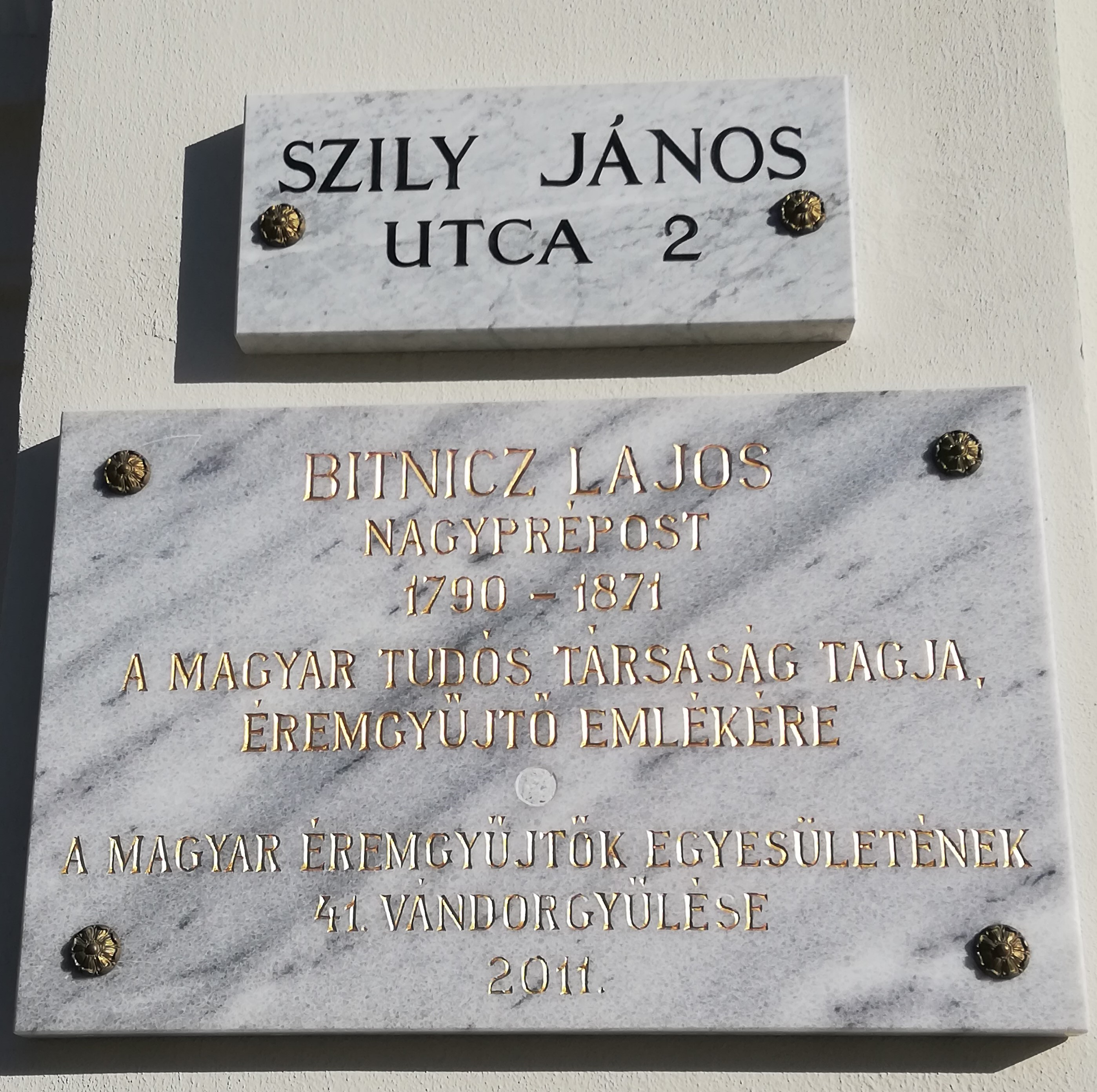
Emléktáblája Szombathelyen, a Szily János utca 2. számú épület homlokzatán

A szombathelyi székesegyházban nyugszik, sírhelyét a Nemzeti Emlékhely és Kegyeleti Bizottság „A” kategóriában a Nemzeti Sírkert részévé nyilvánította.

## Munkái
- Tentamen publicum e mathesi adplicata. Sabariae, 1820.
- Tentamen publicum e mathesi theoretica et geometria practica. Uo. 1820. és Pest, 1825. 1827.
- De religionis et philosophiae relatione mutua. Uo. 1822.
- A magyar nyelvbeli előadás tudománya. Pest, 1827. (A Marczibányi 400 frtos jutalomban részesült.)
- A Szombathelyen felásott római régiségekről. Uo. 1829.
- Gazdasági szótár. Szombathely, 1831.
- Magyar nyelvtudomány. Pest, 1837. Két rész. (I. kötet jav. és bőv. kiad. Kőszeg, 1848.)

Utazási naplója 1828-ból megjelent a Fővárosi Lapokban (1871. 191–193. sz.)
Értekezései, könyvismertetései és apróbb dolgozatai megjelentek a Tudományos Gyűjteményben (első értekezése: A tul a Dunán lakó vandalusokról. 1819–21. 1824–25. 1827–29.) Szombathely mellett felásott római sirboltokban talált régiségekről c. értekezését Büsching a boroszlói Kunstblattban is kiadta németűl; ezért 1825. febr. 25. a boroszlói tud. társ. levelező tagjává választotta; irt a Muzarionba, M. Tud. Társ. Évkönyveibe, Athenaeumba, s a Közhasznú Esmeretek Tárába, melyet főképp aesthetikai, régészeti s életrajzi cikkekkel látott el.

## Emléke
- Szabó Imre: Emlékbeszéd Bitnicz Lajos felett.